# 麻生羽呂
麻生羽呂（1980年—），是一位日本男性漫畫家，主要創作少年漫畫，代表作有《今際之國的闖關者》和《殭屍100～在成為殭屍前要做的100件事～》，而前者於2020年被Netflix翻拍成同名真人電視劇。

## 生平
麻生羽呂於1980年出生於大阪府，後入讀關西大學工學部，但因過度沉迷玩樂而兩度留級，並在五年級時選擇退學。輟學後開始投身漫畫創作，在漫畫雜誌《週刊少年Sunday》出版作品。2004年，麻生的第二部作品《YUNGE!》獲得小學館的新人獎，並在獲獎後於《週刊少年Sunday》和《週刊少年Sunday超》（現名週刊少年Sunday S）平行連載作品。麻生在2005至2007年期間又發表了《鬼神阿文》、《時間冠軍》、《I-ll Will》和《不適合社會的遊俠戰隊》等單篇作品，其中《鬼神阿文》獲得好評，麻生因此得到連載機會。2008年，麻生開始連載以咒術師為主題的長篇漫畫《咒法解禁！！ HYDE & CROSER》，並在翌年完成連載後開始自駕旅行。旅行期間曾出版《咒法解禁！！》特別篇《旅行解禁!! HYDE ＆ CROSER》和《漫畫家麻生羽呂放浪繪畫日記》。 
2010年12月，麻生結束旅程並於《週刊少年Sunday S》連載新作《今際之國的闖關者》，講述男主角有栖良平和友人意外來到今際之國，要參與各種致命遊戲的冒險故事。該作在2016年結束連載。此作廣受讀者喜愛，共出版了正篇65話和特別篇22話，在結束連載時已經售出超過一百萬本單行本。此作於2015年以OVA形式動畫化，由細谷佳正聲演男主角有栖良平；又於2020年翻拍成Netflix同名真人劇集，由山崎賢人和土屋太鳳主演，於12月10日全球發佈，發行僅10天便成為台灣和日本兩地的收視冠軍，Netflix遂於12月25日宣佈開拍第二季。2018年10月，麻生推出新作《殭屍100 ～在成為殭屍前要做的100件事～》，並由高田康太郎負責作畫。在完成《今》的影視化後，麻生一度打算退休，但隨後在2020年宣佈連載續作《今際之國的闖關者RETRY》，並在《週刊少年Sunday》2020年46號正式發佈。

## 個人生活
麻生羽呂在《今際之國的闖關者》開始連載前結婚，並在第一話發行當天於約旦度蜜月。

## 作品列表

### 連載
- 咒法解禁!! HYDE & CROSER（《週刊少年Sunday》2008年4·5合併號－2009年1號）
  - 咒法解禁!! HYDE & CROSER 第二部（《速讀Sunday》2008年12月24日－2009年3月4日→《Club Sunday（日语：クラブサンデー）》2009年3月25日－2009年7月3日）
  - 旅行解禁!! HYDE & CROSER（《Club Sunday》2009年9月1日－2010年3月19日）
- 漫畫家麻生羽呂與女友的放浪繪畫日記（《BE-PAL（日语：BE-PAL）》2009年9月號－2011年3月）
- 今際之國的闖關者（《週刊少年Sunday超（日语：週刊少年サンデーS）》2010年12月號－2015年5月號→《週刊少年Sunday》2015年19號－2016年14號）
  - 今際之路的闖關者（日语：今際の路のアリス）（原作擔當，作畫：黑田高祥（日语：黒田高祥））（《月刊Sunday Gene-X》2015年9月號－2018年3月號）
  - 今際之國的闖關者RETRY（《週刊少年Sunday》2020年46號－2021年8號）
- 殭屍100 ～在成為殭屍前要做的100件事～（原作擔當，作畫：高田康太郎，《月刊Sunday Gene-X》2018年11月號－連載中，、已出版15冊）
- 野湯少女（原作擔當，作畫：吉田史朗、《Yawaraka Spirits（日语：やわらかスピリッツ）》2021年8月20日[18]－2022年8月5日[19]，全3冊）

### 單篇
- YUNGE！（《週刊少年Sunday超（日语：週刊少年サンデーS）》2005年7月25日号）
- 鬼神阿文（《週刊少年Sunday超》2005年9月25日号）
- 時間冠軍（《週刊少年Sunday》2006年第10期）
- I-ll Will（《週刊少年Sunday超》2006年7月25日号）
- 夏季亂舞（《週刊少年Sunday超》2006年9月25日）
- 鬼神阿文（《週刊少年Sunday》2007年第16期）
- 不適合社會的遊俠戰隊（《週刊少年Sunday超》2007年7月25日号）
- 咒法解禁!! HYDE ＆ CROSER（《週刊少年Sunday超》2008年9月24日号）

### 插畫
- （與篠原かをり（日语：篠原かをり）合著，文響社（日语：文響社），2016年）
- （與篠原かをり合著，鑽石社（日语：ダイヤモンド社），2017年）

## 外部連結
- 麻生羽呂旅行專頁 （页面存档备份，存于）